# San Miguel de Tucumán
San Miguel de Tucumán (SMT), meestal aangeduid als Tucumán, is de hoofdstad van de provincie Tucumán en de grootste stad in het noordwesten van Argentinië met een inwoneraantal van 525.853 (2001). In de gehele agglomeratie rondom Tucumán wonen 806.000 mensen, waarmee het de vijfde stad van Argentinië is.
Tucumán werd gesticht in 1565 door de Spanjaard Diego de Villarroel.
Sinds 1897 is de stad de zetel van een rooms-katholiek bisdom en sinds 1957 van een aartsbisdom.

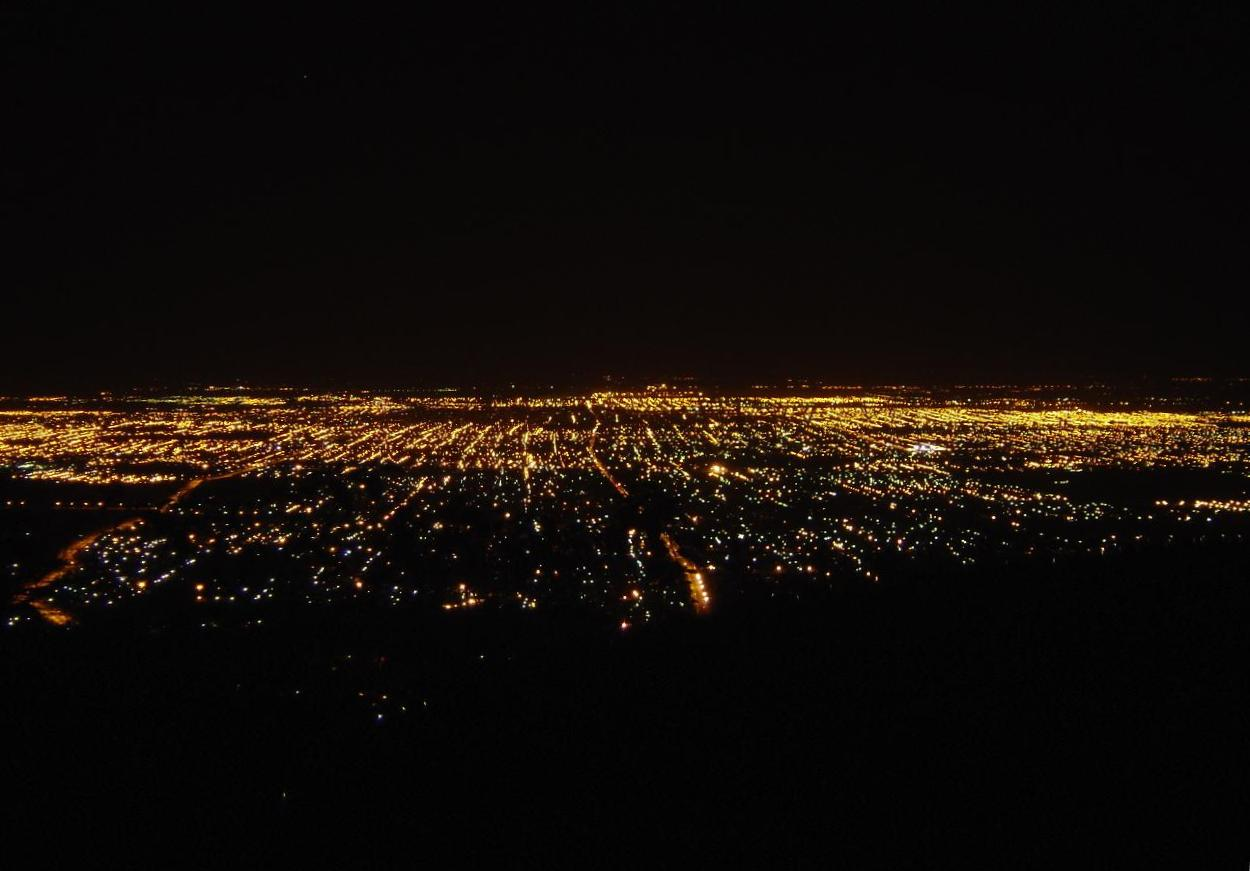
Nachtelijk zicht op de metropool

## Cultuur

### Toeristische bezienswaardigheden
- Plaza Independencia, het Onafhankelijkheidsplein
- Casa de Gobierno de Tucumán, het stadhuis van Tucumán
- Catedral de Nuestra Señora de la Encarnación, de kathedraal van Tucumán
- Iglesia y convento de San Francisco, de San Francisco Basiliek

### Sport
De twee belangrijkste voetbalclubs van San Miguel de Tucumán zijn CA Tucumán en CA San Martín.

## Bekende inwoners van Tucumán

### Geboren
- César Pelli (1926-2019), architect
- Tomas Eloy Martínez (1934-2010), journalist en schrijver
- Mercedes Sosa (1935-2009), folklore zanger
- Rafael Albrecht (1941-2021), voetballer
- Ana Falú (1947), architecte en mensen- en vrouwenrechten activiste
- César Monasterio (1963), golfer
- Mercedes María Paz (1966), tennisster
- Claudia Amura (1970), schaakster
- Lorena Bernal (1981), model en actrice
- Andrés Romero (1981), golfer
- Roberto Pereyra (1991), voetballer
- Matías Kranevitter (1993), voetballer